# Mangskogs församling
Mangskogs församling var en församling i Västra Värmlands kontrakt i Karlstads stift. Församlingen låg i Arvika kommun i Värmlands län och ingick i Arvika pastorat. 2024 uppgick församlingen i Brunskog-Mangskogs församling.

## Administrativ historik
Församlingen bildades som en kapellförsamling genom en utbrytning 4 juli 1705 ur Brunskogs församling och har därefter till 2014 ingått i pastorat med Brunskogs församling som moderförsamling. Från 2014 ingick församlingen i Arvika pastorat.
2024 uppgick församlingen i Brunskog-Mangskogs församling.

## Kyrkor
- Mangskogs kyrka